# IEEE Transactions on Control Systems Technology
Le périodique IEEE Transactions on Control Systems Technology est un journal bimestriel à évaluation par les pairs publiée par la IEEE Control Systems Society (en).

## Description
La revue publie des articles sur les avancées technologiques dans la conception, la réalisation et l'exploitation des systèmes de contrôle. Les thèmes de la revue sont particulièrement
- Traitement et analyse des signaux
- Technologies de communication, de mise en réseau et de radiodiffusion
- Informatique et traitement de données
- Robotique et systèmes de contrôle.

La revue est publiée tous les deux mois. Depuis sa création en 1993, les numéros d'une année sont groupés en volumes.
Le rédacteur en chef est Andrea Serrani, de l'université d'État de l'Ohio.
Trois types de contributions sont acceptés :
- Articles de recherche - Présentation de travaux de recherche, de développement ou d'application significatifs de la technologie de contrôle.
- Notes brèves - Description d'une contribution à un aspect spécifique de la conception, de la réalisation ou de l'exploitation de la technologie des systèmes de contrôle.
- Lettres - Remarques pour les ingénieurs en systèmes de contrôle, et commentaires sur des articles publiés précédemment.

En outre, des tutoriels, des synthèses et des articles de perspectives sur la stratégie de régulation et de contrôle sont publiés. D'après le Journal Citation Reports, la revue a en 2019 un facteur d'impact de 5,312. La revue est référencée notamment par DBLP.

## Article lié
- Liste de revues d'informatique